# Gentlemansekretæren
Gentlemansekretæren er en dansk stumfilm fra 1916, der er instrueret af Martinius Nielsen.

## Handling
Denne artikel mangler et handlingsreferat. Hjælp os med at skrive det.

## Medvirkende
- Philip Bech - James Morrison, millionær
- Else Frölich - Florrie, millionærdatter, 24 år
- Aage Hertel - Lord Cecil Roadburn
- Anton de Verdier - William Readburn, Cecils nevø
- Olaf Fønss - Sir John Gladwin
- Ingeborg Spangsfeldt
- Oscar Nielsen
- H.C. Nielsen